# Macrophyllodromia lanceolata
Macrophyllodromia lanceolata är en kackerlacksart som beskrevs av Guilherme A.M.Lopes och de Oliveira 2006. Macrophyllodromia lanceolata ingår i släktet Macrophyllodromia och familjen småkackerlackor. Inga underarter finns listade i Catalogue of Life.